# (213727) 2002 VF92
213727 (2002 VF92) là một tiểu hành tinh vành đai chính được phát hiện ngày 13 tháng 11 năm 2002 bởi James Whitney Young ở Đài thiên văn Núi bàn gần Wrightwood, California.